# Handleyomys saturatior
Handleyomys saturatior је врста глодара из породице хрчкова (Cricetidae). 

## Распрострањење
Врста има станиште у Гватемали, Мексику, Никарагви, Салвадору и Хондурасу.

## Станиште
Врста Handleyomys saturatior има станиште на копну.

## Угроженост
Ова врста је на нижем степену опасности од изумирања, и сматра се скоро угроженим таксоном.

### Популациони тренд
Популација ове врсте се смањује, судећи по расположивим подацима.